# 第42回ゴールデンラズベリー賞
第42回ゴールデンラズベリー賞は、2021年の映画で最低の作品に贈られる賞である。
今年度は「2021年の映画におけるブルース・ウィリスの最低演技賞」部門が設けられていたが、ブルース・ウィリスが失語症であることを公表し俳優引退を発表したため撤回された。

## ノミネート一覧
太字が受賞作。
| 部門 | 候補 |
| --- | ---- |
| 最低作品賞 |      |
| 『ダイアナ：ザ・ミュージカル』 |      |
| 『インフィニット 無限の記憶』 |      |
| Karen |      |
| 『スペース・プレイヤーズ』 |      |
| 『ウーマン・イン・ザ・ウィンドウ』 |      |
| 最低主演男優賞 |      |
| レブロン・ジェームズ - 『スペース・プレイヤーズ』 |      |
| スコット・イーストウッド - 『バッド・トレジャー』 |      |
| ロー・ハルトランフ - 『ダイアナ：ザ・ミュージカル』 |      |
| ベン・プラット - 『ディア・エヴァン・ハンセン』 |      |
| マーク・ウォールバーグ - 『インフィニット 無限の記憶』 |      |
| 最低主演女優賞 |      |
| ジーナ・デ・ヴァール - 『ダイアナ：ザ・ミュージカル』 |      |
| エイミー・アダムス - 『ウーマン・イン・ザ・ウィンドウ』 |      |
| ミーガン・フォックス - 『ミッドナイト・キラー』 |      |
| タリン・マニング - Karen |      |
| ルビー・ローズ - 『ヴァンキッシュ』 |      |
| 最低助演男優賞 |      |
| ジャレッド・レトー - 『ハウス・オブ・グッチ』 |      |
| ベン・アフレック - 『最後の決闘裁判』 |      |
| ニック・キャノン - 『ザ・ミスフィッツ』 |      |
| メル・ギブソン - 『バッド・トレジャー』 |      |
| Gareth Keegan - 『ダイアナ：ザ・ミュージカル』 |      |
| 最低助演女優賞 |      |
| ジュディ・ケイ - 『ダイアナ：ザ・ミュージカル』 |      |
| エイミー・アダムス - 『ディア・エヴァン・ハンセン』 |      |
| ソフィー・クックソン - 『インフィニット 無限の記憶』 |      |
| エリン・デイヴィー - 『ダイアナ：ザ・ミュージカル』 |      |
| タリン・マニング - 『ハンターvsハンター』 |      |
| 最低スクリーンコンボ賞 |      |
| レブロン・ジェームズと彼がドリブルするワーナーのカートゥーンキャラクター（またはタイム・ワーナー製品） - 『スペース・プレイヤーズ』                                                                                |      |
| 不器用なキャストメンバーと下手な歌詞（または振り付け）のミュージカル・ナンバー - 『ダイアナ：ザ・ミュージカル』 |      |
| ジャレッド・レトーと彼の17ポンドのラテックス顔、マニアックな服、またはばかばかしいアクセントのいずれか - 『ハウス・オブ・グッチ』                                                                                  |      |
| ベン・プラットと彼が常に歌っていることを普通の事のように振舞う他の登場人物たち - 『ディア・エヴァン・ハンセン』 |      |
| トムとジェリー（別名：イッチー&スクラッチー） - 『トムとジェリー』 |      |
| 最低監督賞 |      |
| クリストファー・アシュレイ - 『ダイアナ：ザ・ミュージカル』 |      |
| スティーヴン・チョボスキー - 『ディア・エヴァン・ハンセン』 |      |
| コーク・ダニエルズ - Karen |      |
| レニー・ハーリン - 『ザ・ミスフィッツ』 |      |
| ジョー・ライト - 『ウーマン・イン・ザ・ウィンドウ』 |      |
| 最低脚本賞 |      |
| 『ダイアナ：ザ・ミュージカル』 脚本：ジョー・ディピエトロ、音楽と歌詞：デヴィッド・ブライアン |      |
| Karen - コーク・ダニエルズ |      |
| 『ザ・ミスフィッツ』 - 脚本：ロバート・ヘニー、カート・ウィマー、ストーリー：ロバート・ヘニー |      |
| 『スティーラーズ』 - 脚本：サリー・コレット、ジョン・ラサール、追加資料：Tom Grass、Kevin Lehane、Michael Lindley、Matthew Parkhill（David T. Lynch、Keith Lynch、Simon Thomas による「オリジナル アイデア」より） |      |
| 『ウーマン・イン・ザ・ウィンドウ』 - トレイシー・レッツ（A・J・フィンの小説より） |      |
| 最低リメイク・パクリ・続編賞 |      |
| 『スペース・プレイヤーズ』 |      |
| Karen - 『クルエラ』の意図しないリメイク |      |
| 『トムとジェリー』 |      |
| 『スティーラーズ』 - 『オリバー・ツイスト』のラップリメイク |      |
| 『ウーマン・イン・ザ・ウィンドウ』 - 『裏窓』のパクリ |      |
| 名誉挽回賞 |      |
| ウィル・スミス - 『ドリームプラン』 |      |
| ジェイミー・ドーナン - 『ベルファスト』 |      |
| ニコラス・ケイジ - 『PIG/ピッグ』 |      |
| 2021年の映画におけるブルース・ウィリスの最低演技賞（後に撤回） |      |
| ジェームズ・フォード元将軍 - 『コズミック・シン』 |      |
| ベン・ワッツ - 『シン・オブ・アメリカ』 |      |
| トーマス・マローン - 『キル・ゲーム』 |      |
| ロン・ウィットロック - 『デッドロック』 |      |
| ロバート・マイケルズ - 『ドント・サレンダー 進撃の要塞』 |      |
| カール・ヘルター - 『ミッドナイト・キラー』 |      |
| ジャック・ハリス - 『アウト・オブ・デス』 |      |
| デヴィッド - 『サバイバル・シティ』 |      |

## 2021年の映画におけるブルース・ウィリスの最低演技賞と、その撤回
今年度は特別賞として「2021年の映画におけるブルース・ウィリスの最低演技賞」を設け、2021年にブルース・ウィリスが出演した映画8本すべてノミネートした。ところが、2022年3月26日の授賞式から4日後の30日に、ウィリスの家族が、彼が数年前から失語症を患っていることと、俳優業を引退することを公表した。この発表を受けてラジー賞は無神経だと批判に晒されたが、当初、運営は賞の撤回まではせず、ツイッターにて「おそらく2021年に目立って引退したかった理由を説明しているのだろう。ブルースと家族の幸運を祈ります」とコメントした。結局、世間の批判を浴びて同賞は正式に撤回されることが決まり、「健康状態が意思決定やパフォーマンスの要因となる場合には、その者にラジー賞を与えることをは不適切であったと認める」とコメントした。合わせて、第1回において最低主演女優賞にノミネートされたシェリー・デュヴァル（『シャイニング』）に対しても、現在では監督のスタンリー・キューブリックによって精神的に追い詰められていたことがわかっているために、同様に撤回措置がなされた。